# 河合徹
河合徹。日本演員。

## 參與作品

### 電影
- 機械哥吉拉的逆襲（1975年）（哥斯拉）

### 電視劇
- 超人力霸王衛司（1972年）（超獣･宇宙人）
- 流星人間ZONE（1973年）（哥斯拉）
- 超人力霸王太郎（1973年）（怪獣･宇宙人）
- 超人力霸王雷歐（1974年）（怪獣･宇宙人）
- 恐龍大戰爭愛善伯（1977年）（愛善望・恐竜・怪獣）
- 恐龙特急克塞号（1978年）（扎基总监）